# T.V. Olsen
Pour les articles homonymes, voir Olsen.
Theodore Victor Olsen, né le 25 avril 1932 à Rhinelander dans le Wisconsin aux États-Unis et mort dans la même ville le 13 juillet 1993, est un écrivain américain d'origine norvégienne, auteur de romans western.

## Biographie
En 1950, il est diplômé de Rhinelander High School puis en 1955 de Stevens Point State College (actuellement University of Wisconsin de Stevens Point). Il entend ensuite devenir artiste de bande-dessinée mais bascule rapidement dans l'écriture de romans. En 1955, il vend son premier ouvrage Valley of the Hunted à Ace Books qui sera publié en 1956 sous le titre Haven of the Hunted.
Durant sa carrière, il utilise plusieurs noms de plume : Christopher Storm, Cass Willoughby ou Joshua Stark.
En 1976, il épouse Beverly Butler, elle aussi écrivain.
En 1982, selon Claude Mesplède et Jean-Jacques Schleret, Olsen « est l'une des grandes révélations de roman western de ces 20 dernières années ».
Deux de ses romans font l'objet d'adaptations cinématographiques. En 1968, The Stalking Moon  publié en 1965 adapté sous le titre éponyme et réalisé par Robert Mulligan avec Gregory Peck et Eva Marie Saint. En 1969, Soldier Blue adapté sous le titre éponyme et réalisée par Ralph Nelson avec Candice Bergen et Peter Strauss.

## Œuvre

### Romans
- Gunswift (1950)
- Haven of the Hunted (1956)
- The Man from Nowhere (1959)
- McGivern (1960)
- High Lawless (1961)
- Brand of the Star (1961)
- Ramrod Rider (1961)
- Savage Sierra (1962)
  - Sierra sauvage, Le Maque western no 128 (1975)
- Brothers of the Sword (1962)
- A Man Called Brazos (1964)
- Canyon of the Gun (1965)
- The Stalking Moon (1965)
- The Hard Men (1966)
  - L'Homme venu du Nord, Le Masque western no 153, (1976)
- Blizzard Pass (1968)
  - Au cœur du blizzard, Série noire no 1342 (1970)
- Soldier Blue (1970) (autre titre Arrow in the Sun)
- The Burning Sky (1971)
- Man Named Yuma (1971)
  - Yuma le Métis, Le Masque western no 96 (1973)
- Bitter Grass (1971)
- Mission to the West (1973)
- Eye of the Wolf (1973)
- Run to the Mountain (1974)
- Starbuck's Brand (1974)
- Day of the Buzzard (1976)
- Westward They Rode (1976)
- Track the Man Down (1976)
- Bonner's Stallion (1977)
- Rattlesnake (1979)
- Lockhart Breed (1982)
- Red Is the River (1983)
- Lazlo's Strike (1983)
- Blood of the Breed (1985)
- Lonesome Gun (1985)
- Blood Rage (1987)
- A Killer Is Waiting (1988)
- Break the Young Land (1988)
- Under the Gun (1989)
- Keno (1991)
- The Golden Chance (1992) (Golden Spur (en) 1992)
- There Was a Season (1994)
- Deadly Pursuit (1995)
- Treasures of the Sun (1998)
- The Lost Colony (1999)
- The Vanishing Herd (2001)
- Summer of the Drums (2006)
  - Les Tambours de l'été  (trad. de l'anglais par François Mengin, ill. Michel Gourlier), Alsatia EPI, coll. « Le Nouveau Signe de piste » (no 14), 1976

### Anthologies
- Lone Hand (1997)
- Man Without a Past (2001)

### Ouvrages non fictionnels

#### SérieRhinelander
- Roots of the North (1979)
- The Birth of a City (1983)
- Our First Hundred Years (1983)

## Filmographie

### Histoire originale pour la télévision
- 1957 : Backtrail, épisode de la série télévisée américaine Zane Grey Theater réalisé par Christian Nyby

### Adaptations
- 1968 : L'Homme sauvage (The Stalking Moon), film américain, adaptation du roman éponyme réalisée par Robert Mulligan avec Gregory Peck et Eva Marie Saint
- 1970 : Soldat bleu (Soldier Blue), film américain, adaptation du roman éponyme réalisée par Ralph Nelson avec Candice Bergen et Peter Strauss

## Sources
- Claude Mesplède, Les années "Série noire" : bibliographie critique d'une collection policière, vol. 3 : 1966-1972, Amiens, Editions Encrage, coll. « Travaux / 22 », 1994, 4 p. (ISBN 978-2-906389-53-3), p. 199-200.
- Claude Mesplède et Jean-Jacques Schleret, SN, voyage au bout de la Noire : inventaire de 732 auteurs et de leurs œuvres publiés en séries Noire et Blème : suivi d'une filmographie complète, Paris, Futuropolis, 1982 (OCLC 11972030), p. 287-288